# Artur Pikk
Artur Pikk est un footballeur estonien né le 5 mars 1993 à Tartu.

## Carrière
- 2009-mars 2011 : Tartu SK ( Estonie)
- avr. 2011-2012 : JK Tammeka Tartu ( Estonie)
- 2012-fév. 2016 : FC Levadia Tallinn ( Estonie)
- fév. 2016-oct. 2017 : BATE Borisov ( Biélorussie)
- depuis oct. 2017 : MFK Ružomberok ( Slovaquie)

## Palmarès
- Championnat d'Estonie : 2013
- Coupe d'Estonie : 2014
- Supercoupe d'Estonie : 2013
- Championnat de Biélorussie : 2017